# Noronha
Alfredo Eduardo Ribeiro Mena Barreto de Freitas Noronha, noto semplicemente come Noronha (Porto Alegre, 25 settembre 1918 – San Paolo, 27 luglio 2003), è stato un calciatore brasiliano, di ruolo centrocampista.

## Caratteristiche tecniche
Giocava come centrocampista e come difensore laterale sinistro. Formò con Bauer e Rui il centrocampo del San Paolo plurivincitore del campionato Paulista degli anni 1940; aveva grandi doti nel guidare la squadra, una buona tecnica ed un'abilità particolare nei colpi di testa.

## Carriera

### Club
Iniziò nel Grêmio, squadra della sua natia Porto Alegre, rimanendovi fino al 1941 e vincendo per quattro volte il titolo statale; dopo una breve esperienza al Vasco da Gama, si trasferì al San Paolo, con il quale rimase per nove anni (dal 10 luglio 1942 al 17 ottobre 1951) vincendo svariati campionati statali. Diventò dunque un elemento fondamentale per la Portuguesa, giocando al lato del difensore Nena, vincendo un Torneo di Rio-San Paolo prima di terminare la carriera all'Ypiranga.

### Nazionale
Ha giocato 16 partite per il Brasile, venendo incluso tra i convocati per varie competizioni; nel 1949 vinse il Campeonato Sudamericano de Football.

## Palmarès

### Giocatore

#### Club
- Campionato Gaúcho: 4

Grêmio: 1935, 1937, 1938, 1939
- Campionato paulista: 5

San Paolo: 1943, 1945, 1946, 1948, 1949
- Torneo Rio-San Paolo: 1

Portuguesa: 1952

#### Nazionale
- Campeonato Sudamericano de Football: 1

Brasile 1949